# Andimeshk
Andimeshk este un oraș din Iran.